# WebP
ويب بي (بالإنجليزية: WebP)‏ هو تنسيق صور يتم تطويرها من قبل جوجل وهو أحد مشاريع مشروع ويب أم المشروع المنتظر ان تكون حاوية صيغ صغيرة وعالية الجودة. وأعلن أول مرة عن الصيغة في عام 2010 ومن المفترض أن تكون معيارًا جديدًا مفتوحا للرسومات الحقيقية للصور المضغوطة في شبكة الإنترنت. وهي منافسة لصيغة الصور الأشهر جيه بيه إيه جي.
هو تنسيق صورة يستخدم ضغطًا مع فقدان البيانات  وغير المنقوص. تم تطويره حاليًا بواسطة جوجل، بناءً على التكنولوجيا التي تم الحصول عليها من خلال شراء تقنيات On2.
كمشتق من تنسيق الفيديو VP8، فهو مشروع شقيق لتنسيق حاوية الوسائط المتعددة ويب أم. تم إصدار البرامج ذات الصلة بـ ويب بي بموجب ترخيص بي أس دي.
تم الإعلان عن هذا التنسيق لأول مرة في 30 سبتمبر 2010 كتنسيق مفتوح جديد للرسومات ذات الألوان الحقيقية المضغوطة المفقودة على الويب، مما ينتج عنه ملفات أصغر ذات جودة صورة مماثلة لنظام JPEG الأقدم.
في 3 أكتوبر 2011،  أضافت جوجل «تنسيق ملف ممتد»  مما يسمح بدعم ويب بي للرسوم المتحركة وملف تعريف آي سي سي وبيانات XMP وإكزيف الوصفية والتبليط (تكوين صور كبيرة جدًا من الحد الأقصى 16384 × 16384 بلاطة). وسمح دعم الرسوم المتحركة بتحويل صور جي آي أف المتحركة القديمة إلى ويب بي متحرك.
في 18 تشرين الثاني (نوفمبر) 2011، بدأت جوجل في تجربة الضغط بدون فقدان البيانات ودعم الشفافية (قناة ألفا) في كلا الوضعين بدون فقدان البيانات وفقدان البيانات؛ تم تمكين الدعم افتراضيًا في libwebp 0.2.0 (16 أغسطس 2012). وفقًا لقياسات جوجل، يؤدي التحويل من PNG إلى ويب بي إلى تقليل حجم الملف بنسبة 45٪ عند البدء بملفات PNG الموجودة على الويب، وانخفاض بنسبة 28٪ مقارنةً بملفات PNG التي يتم إعادة ضغطها باستخدام (بالإنجليزية: pngcrush & PNGOUT)‏.
تسمح حاوية ويب بي (أي حاوية RIFF لويب بي) بدعم الميزات فوق حالة الاستخدام الأساسية لويب بي (أي ملف يحتوي على صورة واحدة مشفرة كإطار رئيسي VP8). توفر حاوية ويب بي دعمًا إضافيًا لما يلي:
- ضغط بدون فقدان - يمكن ضغط الصورة بدون فقدان البيانات باستخدام تنسيق ويب بي لوس لس (بالإنجليزية: lossless)‏.
- البيانات الوصفية - قد تحتوي الصورة على بيانات وصفية مخزنة في تنسيقات إكزيف أو أكس أم بي (بالإنجليزية: Exif or XMP)‏.
- الشفافية - قد تحتوي الصورة على شفافية، أي قناة ألفا.
- ملف تعريف الألوان - قد تحتوي الصورة على ملف تعريف آي سي سي مضمن كما هو موضح بواسطة اتحاد الألوان الدولي.
- الرسوم المتحركة - قد تحتوي الصورة على إطارات متعددة مع توقف مؤقت بينها، مما يجعلها رسوم متحركة.[13]

في مقارنة تم إجراؤها بين جي آي أف وإي بي أن جي وويب بي (بالإنجليزية: GIF & APNG & WebP)‏، تبين، مع ذلك، من مصادر جي آي أف، أن إي بي أن جي تحافظ على حجم ملف أقل مع الحفاظ على جودة متساوية على الأقل.

## التقنية
تعتمد خوارزمية ضغط ويب بي على الترميز داخل الإطار لتنسيق الفيديو (VP8) في بي 8  وتنسيق ملف تبادل الموارد (آر آي أف أف) (بالإنجليزية: RIFF)‏ كتنسيق حاوية. على هذا النحو، فهو عبارة عن مخطط تحويل قائم على الكتلة مع ثمانية بتات من عمق اللون ونموذج اللمعان واللون مع أخذ عينات فرعية من الصبغ بنسبة 1: 2 (YCbCr 4: 2: 0). بدون مزيد من المحتوى، فإن حاوية آر آي أف أف الإلزامية لها سعة عشرين بايت فقط، على الرغم من أنها يمكن أن تحتوي أيضًا على بيانات وصفية إضافية. الطول الجانبي لصور ويب بي محدد بـ 16383 بكسل.
يعتمد ويب بي على توقع الحظر. يتم توقع كل كتلة على القيم من الكتل الثلاثة الموجودة أعلاه ومن كتلة واحدة إلى يسارها (يتم فك تشفير الكتلة بترتيب المسح النقطي: من اليسار إلى اليمين ومن أعلى إلى أسفل). هناك أربعة أوضاع أساسية لتنبؤ الكتلة: أفقي، وعمودي، وDC (لون واحد)، وترو موشن (بالإنجليزية: TrueMotion)‏. يتم ضغط البيانات الخاطئة والكتل غير المتوقعة في كتلة فرعية 4 × 4 بكسل مع تحويل جيب التمام المنفصل أو تحويل والش هادامارد (بالإنجليزية: Walsh-Hadamard)‏. يتم إجراء كلا التحويلين باستخدام حساب النقطة الثابتة لتجنب أخطاء التقريب. يتم ضغط الإخراج باستخدام ترميز إنتروبيا. يحتوي ويب بي أيضًا على دعم واضح لفك التشفير المتوازي.
يتكون التطبيق المرجعي من برنامج محول في شكل برنامج سطر أوامر لنظام لينوكس (بالإنجليزية: Linux (cwebp))‏ ومكتبة برمجة لفك التشفير، مثل ويب أم. تمكن مجتمع المصادر المفتوحة بسرعة من نقل المحول إلى أنظمة أساسية أخرى، مثل ويندوز.
تم تصميم ضغط ويب بي، وهو تنسيق جديد لا علاقة له بـ في بي 8، بواسطة مهندس برمجيات جوجل جيركي ألاكويجالا (بالإنجليزية: Google Jyrki Alakuijala)‏. يستخدم تقنيات متقدمة مثل أكواد الإنتروبيا المخصصة لقنوات الألوان المختلفة، واستغلال المنطقة ثنائية الأبعاد للمسافات المرجعية المتخلفة وذاكرة تخزين الألوان للألوان المستخدمة مؤخرًا. يكمل هذا التقنيات الأساسية مثل ترميز القاموس وترميز هوفمان وتحويل فهرسة الألوان. يستخدم هذا التنسيق تعريفًا تعاوديًا: يتم ترميز جميع صور التحكم مثل اختيار كود الإنتروبيا المحلي بنفس طريقة ترميز الصورة بأكملها.

### حيوية
اقترحت جوجل استخدام ويب بي للصور المتحركة كبديل لتنسيق جي آي أف الشهير، مستشهدة بمزايا الألوان 24 بت مع الشفافية، والجمع بين الإطارات مع ضغط ضياع وغير ضياع في نفس الرسوم المتحركة، بالإضافة إلى دعم البحث عن إطارات محددة. أبلغت جوجل عن انخفاض بنسبة 64٪ في حجم الملف للصور المحولة من صور جي آي أف المتحركة إلى ملفات ويب بي المفقودة، وانخفاض بنسبة 19٪ عند التحويل إلى ويب بي بدون فقدان بيانات.

## الدعم

### متصفحات الإنترنت
يدعم كل من جوجل كروم وجميع المتصفحات التي تعتمد على فاير فوكس، كروميوم  (وفروعه واتر فوكس وبال مون (بالإنجليزية: Pale Moon)‏) وجنوم ويب (بالإنجليزية: GNOME Web)‏ وميدوري وفالكون.
تدعم الإصدارات المستندة إلى أدج أتش تي أم أل (بالإنجليزية: EdgeHTML)‏ من ميكروسوفت أدج ويب بي من خلال امتداد النظام الأساسي (يتم تثبيته افتراضيًا). لا تدعم الإصدارات المستندة إلى أدج أتش تي أم أل من ميكروسوفت أدج ملحقات النظام الأساسي، بما في ذلك امتداد تنسيق صورة ويب بي، عند التشغيل في وضع «تطبيق الحماية» (بالإنجليزية: Application Guard)‏المشدد للأمان. نظرًا لأن إصدارات ميكروسوفت أدج التي تم إصدارها بعد يناير 2020 تستند إلى متصفح كروميوم، فإن دعم ويب بي مدمج دون الحاجة إلى ملحقات النظام الأساسي.
أضاف سفاري دعمًا لـ ويب بي مع آي أو أس 14 وماك أو أس بيج شور(بالإنجليزية: macOS Big Sur)‏.
يمكن أيضًا عرض ويب بي في جميع المتصفحات الرئيسية التي تستخدم مكتبة ويب بي جي أس جافا سكريبت (بالإنجليزية: WebPJS JavaScript)‏ ، على الرغم من أن الدعم في إنترنت إكسبلورر 6 وما فوق يتم تحقيقه باستخدام فلاش.

### برنامج الرسومات
بيكاسا (من الإصدار 3.9)،  فوتو لاين، بيكسلماتور،  إيماج ماجيك،  أكس أن فيو، إيرفان فيو،  أسبرايت، بينت.نت (من الإصدار 4.2.5)،  جي آي أم بي (من الإصدار 2.10)  وجي ثامب (منذ سبتمبر 2012)  كلها تدعم ويب بي. في عام 2019، أصدرت جوجل مكونًا إضافيًا مجانيًا يتيح دعم ويب بي في أدوبي فوتوشوب. قبل ذلك، تم إطلاق برامج فوتوشوب الإضافية المجانية بواسطة تيليغرافيكس وفنوردوير. كما يدعم ويب بي عبر مكون إضافي. يدعم جي آي أم بي حتى الإصدار 2.8 أيضًا ويب بي عبر مكون إضافي؛  لاحقًا، تم شحن هذا المكون الإضافي في فرع GIMP 2.9 وتلقى العديد من التحسينات. أصدرت جوجل أيضًا مكونًا إضافيًا لنظام التشغيل ميكروسوفت ويندوز  والذي يتيح دعم ويب بي في ويندوز فوتو فيووير وميكروسوفت أوفيس 2010 وفاست بيكتشر فيووير وأي تطبيق آخر يستخدم مكونات ويندوز أيميجينغ(بالإنجليزية: Windows Imaging Component)‏.

### برامج أخرى
يمكن لـ (بالإنجليزية: FFmpeg)‏ المرتبط بمكتبة الترميز المرجعية (بالإنجليزية: VP8 / VP9 libvpx)‏ استخراج إطارات مفاتيح في بي 8 من وسائط ويب أم ويمكن للبرنامج النصي بعد ذلك إضافة رأس ويب بي إي آي أف أف وبايت لوحة NUL لأطوال الإطارات الفردية. وفي الوقت نفسه، يدعم (بالإنجليزية: FFmpeg libwebp)‏ مباشرة.
يدعم كل من جي ميل وصور جوجل ويب بي. تم التخطيط أيضًا لدعم ويب بي لجوجل أب إنجين (بالإنجليزية: Google App Engine)‏. تستخدم ميزة المعاينة الفورية في بحث جوجل ويب بي داخليًا لتقليل مساحة القرص المستخدمة في المعاينات. يدعم أندرويد 4.0 تشفير وفك تشفير صور ويب بي (عبر الصورة النقطية و Skia). يدعم أس دي أل- صورة التنسيق منذ 1.2.11.
يستخدم تيليجرام ماسنجر ويب بي للملصقات الخاصة به، مدعيًا أنه يتم عرضها أسرع بخمس مرات مقارنة بالتنسيقات الأخرى المستخدمة عادةً في تطبيقات المراسلة.
في الإصدارات التجريبية المبكرة من ماك أو أس سييرا وآي أو أس 10، أضافت أبل دعم ويب بي،  ولكن تمت إزالته لاحقًا في إصدارات GM الأولية من أي أو أس10 وماك أو أس سييرا التي تم إصدارها في 7 سبتمبر 2016. ويب بي غير مدعوم في الإصدار 13 من مستعرض ماك أو أس سيّيرا أو سفاري أو أقل. ومع ذلك، تمت إضافة الدعم في الإصدار 14سفاري من سفاري.
لا تدعم أنظمة إدارة المحتوى (CMS) عادةً ويب بي محليًا أو افتراضيًا. ومع ذلك، بالنسبة لمعظم أنظمة إدارة المحتوى الشائعة، تتوفر الامتدادات للتحويل الآلي من تنسيقات الصور الأخرى إلى ويب بي وتسليم صور ويب بي إلى المتصفحات المتوافقة.

## قيود
مثل في بي 8 الذي يعتمد عليه، يدعم ويب بي السابق مع فقدان البيانات تنسيق YUV 4: 2: 0 8 بت فقط، والذي قد يتسبب في فقد اللون على الصور ذات عناصر التباين الرقيقة (مثل فن البكسل ورسومات الكمبيوتر) والظلال في النقش. للتغلب على هذا التقييد، يدعم ويب بي الجديد غير المفقود ترميز في بي 8 أل الذي يعمل حصريًا مع مساحة ألوان 8 بت RGBA (أحمر، أخضر، أزرق، ألفا).

## ترقية وظيفية
تعمل جوجل بنشاط على الترويج لويب بي. تقترح أداة رؤى سرعة الصفحة (بالإنجليزية: PageSpeed Insights)‏ الملكية أن يتحول مشرفي المواقع من جي بي إي جي وبي أن جي إلى ويب بي من أجل تحسين درجة سرعة موقعهم على الويب. ومع ذلك، لم يتم تضمين ويب بي في مواصفات جوجل تغذية التاجر (بالإنجليزية: Google Merchant Feed)‏ للصور.

## نقد
في سبتمبر 2010، كتبت فيونا جلاسر، مطورة برنامج التشفير x264، نقدًا مبكرًا جدًا لـ ويب بي. وبمقارنة الترميزات المختلفة (جي بي إي جي، وx264، وويب بي) لصورة مرجعية، صرحت أن جودة نتيجة ويب بي المشفرة كانت الأسوأ من الثلاثة، ويرجع ذلك في الغالب إلى عدم وضوح الصورة. كانت ملاحظتها الرئيسية أن "(بالإنجليزية: libvpx)‏، برنامج تشفير أقوى بكثير من تشفير جي بي إي جي الخاص بـ (بالإنجليزية: ffmpeg)‏، يخسر لأنه يحاول بشدة تحسين بي أس أن آر" (نسبة ذروة الإشارة إلى الضوضاء)، مجادلة بدلاً من ذلك بأن «التحسينات النفسية البصرية الجيدة هي أكثر أهم من أي شيء آخر للضغط».
في أكتوبر 2013، نشر جوش آس من بحث موزيلا دراسة شاملة لتقنيات الترميز الحالية لفقدان البيانات ولم يكن قادرًا على استنتاج تفوق ويب بي على (بالإنجليزية: mozjpeg)‏ بأي هامش كبير.

### البيانات الوصفية
على الرغم من أن ويب بي يدعم تخزين البيانات الوصفية إكسيف أو أكس أم بي أو آي تي بي أس على هيئة أجزاء حاوية آر آي أف أف كجزء من تنسيق الملف الموسع،  لا توفر جوجل أدوات للأنظمة الأساسية الرئيسية مثل ويندوز أو «ويندوز أو أس» أو أندرويد أو «أي أوأس» لتحرير وعرض البيانات الوصفية في صورة ويب بي الملفات، ولكنها توفر أدوات لترحيل البيانات الوصفية الموجودة في ملفات جي بي إي جي إلى ويب بي.

## ويب بي 2
ويب بي 2 هو جيل جديد من ويب بي قيد التطوير حاليًا بواسطة جوجل. تطبيق المرجع الخاص به هو (بالإنجليزية: libwebp2)‏. الهدف الرئيسي من هذا التنسيق الجديد هو الوصول إلى نسب ضغط مماثلة مثل «إي في أي أف» بينما تظل أسرع في الترميز وفك التشفير.